# Teatro de Operaciones Sur
El Teatro de Operaciones Sur (TOS) o Zona de Despliegue Continental fue un comando operativo de las Fuerzas Armadas argentinas para la defensa del territorio patagónico.

## Reseña
Con fecha 7 de abril de 1982 la superioridad resolvió desactivar el Teatro de Operaciones Malvinas (TOM) y en el acto crear el Teatro de Operaciones del Atlántico Sur (TOAS) asumiendo la defensa de las islas Malvinas. Paralelamente y por la hipótesis de guerra con Chile resolvió activar el Teatro de Operaciones Sur (TOS), a cargo del titular del V Cuerpo de Ejército, general de división Osvaldo Jorge García, con asiento en Bahía Blanca.

## Jurisdicción
La jurisdicción del TOS quedó fijada en parte del territorio argentino reconocido por la legislación internacional: el territorio continental al sur del paralelo 42, incluyendo las 12 millas marítimas del mar territorial. Así, la jurisdicción del TOAS (sede de las operaciones de combate) comenzaba a partir de las 12 millas de líneas de base. Por tanto quedaron fuera del TOAS las bases aéreas militares de la Fuerza Aérea y la Aviación Naval en operaciones.

## CEOPECON
Por resolución del Comité Militar el 22 de mayo de 1982 la superioridad activó el Centro de Operaciones Conjuntas (CEOPECON), integrado en igualdad de jerarquía por el comandante del TOAS, vicealmirante Juan José Lombardo, el titular del Comando Aéreo Estratégico, brigadier mayor Hellmuth Conrado Weber, y el general García, para coordinar la acción militar en el teatro de operaciones.

## Comandante
- General de división Osvaldo Jorge García (7 de abril de 1982-14 de junio de 1982)